# Araneus macleayi
Araneus macleayi är en spindelart som först beskrevs av Bradley 1876.  Araneus macleayi ingår i släktet Araneus och familjen hjulspindlar. Inga underarter finns listade i Catalogue of Life.